# مايل إيند (محطة مترو أنفاق لندن)
مايل إيند (بالإنجليزية: Mile End)‏ هي إحدى محطات مترو أنفاق لندن. تقع على خط ديستريكت وهامرسميث وسيتي وسينترال افتتحت في المنطقة (Zone) رقم 2 في 02 يونيو 1902.